# Marienleuchte
 Der er for få eller ingen kildehenvisninger i denne artikel, hvilket er et problem. Du kan hjælpe ved at angive troværdige kilder til de påstande, som fremføres i artiklen.

Marienleuchte er en bebyggelse i det nordlige Tyskland, beliggende på østersø-øen Femern. Bebyggelsen ligger på den nordøstlige kyst af Femern og de nærmeste byer er Puttgarden mod vest og Presen mod syd. Marienleuchte kan nåes fra Puttgarten via landevej og fra Presen via en smal vej langs kysten, som kan benyttes af gående og cyklister. Bebyggelsen er opkaldt efter Dronning Marie af Danmark.
Marienleuchte består af en samling feriehuse der udlejes til turister samt en militærinstallation fra den kolde krig, der stadig benyttes af Deutsche Marine. Installationen er benævnt Marineküstenstation Marienleuchte og har til opgave at overvåge skibstrafikken i Femern Bæltet.
Ved bebyggelsen findes to fyrtårne, hvoraf det ene fyr stadig er i brug og det andet er fredet.